# Parasympathomimétique

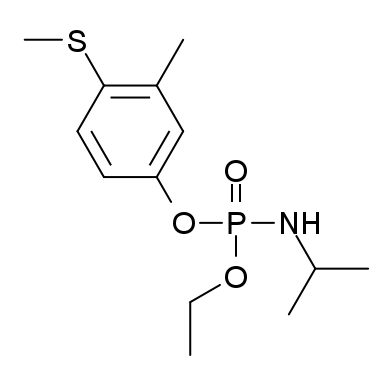
Molécule de fenamiphos - insecticide inhibiteur de l'acétylcholine esterase (parasympathomimétique)

Les parasympathicomimétiques (ou parasympathomimétiques) sont des substances dont les propriétés imitent la stimulation du système nerveux parasympathique. Ils causent, au niveau des récepteurs nicotiniques et muscariniques du système nerveux, des effets identiques à ceux produits par l'acétylcholine, libérée par les fibres nerveuses parasympathiques.

## Exemples
- galantamine
- malathion
- néostigmine (ou Prostigmine)
- nicotine
- pilocarpine
- pyridostigmine
- béthanéchol
- méthacholine